# Битка код Беневента (275. п. н. е)
Битка код Беневента је била последња битка Пировога рата. Битка се одиграла у јужној Италији, крај Беневента 275. п. н. е. између војске Пира од Епира и војске Римске републике под заповедништвом Манија Курија Дентата. Битка се по једнима завршила нерешено, а по другима победом Римљана. Пир је након битке одлучио да оконча свој поход у Италији. Након Пировога одласка Римљани су коначно покорили Самните, а три године касније и Велику Грчку.

## Повратак у Италију
Пир је након неколико победа над Картагињанима на Сицилији исцрпио средства и није добијао појачања. Поред тога он је раније изгубио доста војске у двије велике битке против Римљана. Победио је и у бици код Хераклеје 280. п. н. е. и у бици код Аскула 279. пре н. е, али изгубио је много војника, које није могао да надокнади. На Сицилији је боравио од 278. п. н. е. до 276. п. н. е. Самнити и Таранто су поново тражили помоћ од Пира. Били су изложени римским нападима, па је Пир одлучио да се врати у Италију. Приликом преласка у Италију Картагињани су га напали и уништили му много бродова. Стигао је 276. п. н. е. у Таранто са 20.000 пешака и 3.000 коњаника..

## Пир код Таранта
Пир је 275. п. н. е. кренуо са својом војском и војском Таранта према Римљанима, који су се улогорили у земљи Самнита. Пиру се није придружило много Самнита. Своју војску је поделио на два дела. Са једним делом кренуо је у Луканију, да би напао другу консуларну војску. Са другим делом војске Пир је кренуо према војсци конзула Манија Курија Дентата. Маније Курије Дентат се налазио крај Беневента (тада се град звао Малвенто) и чекао је да му стигне други конзул са војском. Пир је пожурио да нападне пре него што дође до спајања две конзуларне војске.

## Битка
Пир је узео најбољу војску и слонове и одлучио је да римску војску изненади ноћним нападом. Ишао је дужим путем кроз тешко проходну шуму. Када су им се погасиле бакље они су се изгубили. То је изазвало кашњење, тако да је прошла ноћ. Ујутро се Пир нашао изнад непријатеља и нападао је са висине. Конзул Манлије је нападао предњи ред Грка и након што их је победио натерао је Пирову војску у бег. Пир је имао велике губитке, а изгубио је и половину слонова.
Након те битке следећега дана Манлије и Пир су се одлучили на битку у равници. Римљани су кренули у напад, али дочекала их је епирска фаланга и слонови. Пир је уз помоћ слонова успео да натера Римљане на повлачење до њиховога логора. Римска војска се прегруписала, па је напала слонове бацајући на њих копља. Раздражени и рањени слонови су се окренули, па су разбили Пирову фалангу. Пир тада није преостало ништа друго него да се повуче. Римљани су град Малевент након битке преименовали у Беневент (добар догађај).

## Пир напушта Италију
Пир је након битке одлучио да напусти Италију. Није више било наде да може да освоји Италију, а у походу у Италији провео је шест година. Вратио се 274. п. н. е. у Епир са 8.000 пешака и 500 коњаника. У Таранту је оставио свога сина Хелена и генерала Милона са релативно значајним војним снагама као знак да још увек није напустио своје италијанске савезнике. Пошто је остао без новца одмах је тражио неки рат, као начин како да плати своју војску. Пир је одмах кренуо на Македонију, где је заузео неколико градова, а већ током 274. п. н. е. постао је краљ Македоније.

## Последице
Када је Пир напустио Италију његови савезници су се нашли у невољи. Пир је погинуо 272. пре н. е, па се Таранто 272. п. н. е. предао Риму. Током 270. п. н. е. Рим је освојио Региј као последњи независни грчки град на југу Италије и тако је остварио доминацију над Апенинским полуострвом. Римска република је тада постала велика сила античкога света. Иако никад нису победили Пира Римљани су победили у рату исцрпљивања против једнога од најбољих античких војсковођа.